# Armando de Oliveira Assis
Armando de Oliveira Assis (Piracicaba, 27 de março de 1911 – Rio de Janeiro, 1 de dezembro de 1988) foi um advogado brasileiro e Ministro interino do Trabalho e Previdência Social. Foi presidente da Federação Espírita Brasileira durante 5 anos consecutivos, tendo sido sucedido por Francisco Thiesen.

## Biografia
Filho do odontólogo Francisco Ribeiro de Assis e de Adélia de Oliveira Assis. Seus estudos primários (atual Ensino Fundamental) foram iniciados no Grupo Escolar de sua cidade natal e o secundário (atual Ensino Fundamental) no Instituto Granbery, na cidade de Juiz de Fora, do estado de Minas Gerais. Concluiu o secundário e o científico (atualmente Ensino Médio) no internato do Colégio Pedro II, na cidade do Rio de Janeiro. Nesta mesma cidade, graduou-se em bacharel em Ciências Jurídicas e Sociais pela Faculdade Nacional de Direito da Universidade do Brasil. 
Em 31 de maio de 1938, casou com Helena Fernandes Luzio. Tiveram dois filhos: Marco Aurélio Luzio de Assis e Fernando Augusto Luzio de Assis. Em 1º de dezembro de 1988, aos 77 anos, faleceu em sua residência, na cidade do Rio de Janeiro.
 1. O profissional
Formado em Direito pela Universidade do Brasil (atual Universidade Federal do Rio de Janeiro), atuou, principalmente, na área do Direito Social, sobretudo com relaçao ao seguro social e previdência. Em 1937, foi admitido como secretário, por concurso, no Instituto de Aposentadoria e Pensões dos Industriários (IAPI), sendo efetivado no ano seguinte. Após o seu ingresso no IAPI, ele foi sucessivamente: chefe da Secretaria do Departamento de Benefícios do IAPI; diretor e depois assistente técnico do Departamento de Benefícios; assistente técnico para assuntos de Previdência, do Ministério do Trabalho, Indústria e Comércio; subchefe do Gabinete da Previdência do IAPI; diretor da Divisão de Estudo e Planejamento do IAPI; consultor administrativo da Previdência do IAPI; diretor geral do Departamento Nacional da Previdência Social; chefe de gabinete do ministro do Trabalho e Previdência Social; presidente do Conselho Superior de Recursos da Previdência Social desde setembro de 1966 até janeiro de 1969, tendo em seguida ocupado a chefia de gabinete na Secretaria do Bem-Estar Social do Instituto Nacional de Previdência Social (INPS). Em agosto de 1973, foi reinvestido no cargo de presidente do Conselho Superior de Recursos da Previdência Social, nele permanecendo até julho de 1985. Foi ainda professor da Escola Brasileira de Administração Pública da Fundação Getúlio Vargas e do Curso de Doutorado da Faculdade de Direito da Universidade Federal do Rio de Janeiro. Foi Ministro interino do Trabalho e Previdência Social no governo Castelo Branco. Em 1985, aos 74 anos, por problemas de saúde, se aposentou.
2. O espírita
Ainda jovem, à época dos estudos primários, entrou em contato com a doutrina espírita. Frequentou a residência do seu tio Pedro de Camargo (o Vinícius), conhecido educador e renomado espírita que, aos domingos, reunia em torno de si os filhos e todos os sobrinhos.
Já adulto, como espírita, Armando de Oliveira Assis, logo após sua eleição para o cargo de presidente da Federação Espírita Brasileira (FEB), concedeu entrevista à rádio Copacabana, do Rio de Janeiro, registrada à página 244, do Reformador, de novembro de 1970.
- "Posso dizer que nasci em berço espírita, uma vez que em minha cidade natal residia meu tio Pedro Camargo, conhecido nas lides espiritistas pelo pseudônimo de Vinícius. Por isso, desde a minha infância fui educado sob a orientação desse tio, à luz da doutrina espírita, e inaugurando a minha trajetória, no campo religioso, nas reuniões dominicais que ele realizava regularmente em sua residência. Ali, reuniam-se os seus filhos, todos os sobrinhos e, ainda, os amiguinhos que se aprestavam a lá comparecer. Foi, portanto, no mais cordial e no mais aprazível ambiente familiar que iniciei a minha formação religiosa, sob a condução desse lúcido espírito a que todos hoje reverenciamos, ainda e sempre, com o pseudônimo de Vinícius."
Armando de Oliveira Assis relatou ainda que à época da faculdade de direito, sobreveio um período de luta interior, vencida à luz da doutrina espírita . É o que ele mesmo relatou em resposta a outra pergunta, na entrevista concedida à rádio Copacabana:
- "Se devo mencionar algum fato ou fenômeno espírita o qual exerceu sobre mim enorme influência, esse foi uma espécie de perseguição ou influência invisível que se abateu sobre mim durante aquela fase da vida em que o homem, por começar a fazer o curso superior, passa a julgar-se dono do mundo e dono de si mesmo; época em que, sob empolgamento desse jaez, nos afastamos, distanciando-nos das lides espíritas. Isto ocorreu mais ou menos quando tínhamos os nossos 21 ou 22 anos e estávamos fazendo o nosso curso na Faculdade de Direito, aqui no Rio de Janeiro. E, então, passaram a suceder-se quase que diariamente, e numa sucessão de noites, fatos e fenômenos que nos perturbavam o repouso comum, acuando-nos de tal forma que acabamos indo bater às portas da nossa mui querida e amada FEB."
Superada a crise interior, passou a colaborar em tarefas no movimento espírita e não mais deixou de frequentar a Federação Espírita Brasileira. Sua mais significativa contribuição se expressou, principalmente, como integrante da administração da FEB em sucessivas diretorias e, notadamente, na tribuna espírita. Não só na da própria FEB, ocupada por ele com frequência, como na de diversas instituições espíritas de todo o país.
Em 1949 começou a participar da diretoria da FEB como 2º secretário, convidado pelo então presidente Antônio Wantuil de Freitas. Sucessivamente reeleito durante cinco anos, em 1954 Armando Assis passou a vice-presidente, cargo que ocupou por quinze anos. Ao lado de Antônio Wantuil de Freitas participou da reunião de 5 de outubro de 1949 – a Grande Conferência Espírita do Rio de Janeiro, que resultou na assinatura do Pacto Áureo e, desde então, foi ardoroso defensor da chamada Unificação. 
Em 7 de agosto de 1970 reunia-se na sede da FEB, na av. Passos, 30, o Conselho Federativo Nacional, ainda sob a presidência de Antônio Wantuil de Freitas e, conforme registros transcritos em artigo do Reformador, de setembro de 1970, p. 206, o presidente despedia-se após anos de atividades:
"O sr. presidente deixa transparecer seu desejo de um descanso merecido, após 21 anos à frente do Conselho Federativo Nacional. Suas palavras, proferidas com visível esforço, calaram fundo no coração de todos os senhores conselheiros, seguindo-se um ligeiro silêncio, somente quebrado ainda pela voz do sr. presidente, que lhes pediu tivessem bom ânimo e que relatassem as realizações de suas representadas."
Antônio Wantuil de Freitas tinha então 75 anos de idade e se encontrava já em precário estado de saúde. Após essa reunião, não mais aceitou a reeleição. O Conselho Superior da FEB, em sua reunião ordinária de 22 de agosto de 1970, elegia, por escrutínio secreto e por unanimidade, uma nova diretoria, tendo Armando de Oliveira Assis como presidente. Eleito, logo manifestou o propósito de respeito à continuidade do programa da FEB, através de importante editorial, no Reformador, de outubro de 1970, sob o título "Programática Irreversível".
Armando de Oliveira Assis serviu por vinte e cinco anos, à Federação Espírita Brasileira. No Reformador de dezembro de 1989, Lauro de Oliveira S. Thiago escreveu longo artigo sobre ele, destacando a sua "personalidade, marcada por um caráter íntegro, uma inteligência em que fulguravam saber e cultura, enfim pelo seu bondoso, fraternal e afável coração". 
Ao sepultamento, ocorrido no cemitério da Ordem Terceira da Penitência, compareceram a Federação Espírita Brasileira, representada pelo presidente Francisco Thiesen, pelo vice-presidente Juvanir Borges de Souza, diretores e assessores, além dos antigos companheiros de diretoria Abelardo Idalgo Magalhães, Luciano dos Anjos e Aglaée Queiroz Carvalho. O diretor Lauro de Oliveira S. Thiago pronunciou breves palavras terminando com uma prece dirigida a Deus.

## À frente da Federação Espírita Brasileira
Armando de Oliveira Assis modernizou e promoveu melhorias em todos os departamentos e serviços da Federação Espírita Brasileira, dentre os quais a transformação do parque gráfico para off-set, a reorganização da biblioteca e da livraria na avenida Passos, bem como a instalação de bebedouros e ventiladores para os funcionários e frequentadores da instituição. 
Em 3 de outubro de 1970, no início da sua gestão, ocorreu a inauguração da sede da Seção Brasília da Federação Espírita Brasileira, entrando em funcionamento o Cenáculo, ou seja, o primeiro edifício do grande conjunto arquitetônico que viria a ser a sede da FEB na capital federal e cuja concretização ocorreu pelo empenho do diretor Antônio Fernandes Soares. A essa inauguração compareceram, além da diretoria da FEB em sua quase totalidade, doze presidentes de federações espíritas estaduais, bem como representantes especialmente credenciados de todos os estados. Nesta ocasião houve a criação dos Conselhos Zonais, isto é, reuniões semestrais de cada grupo de federadas e uma reunião nacional plenária, de dois em dois anos.  Criaram-se e instalaram-se estas reuniões com vistas à união e entendimento entre os espíritas do Brasil, através da aproximação, conhecimento e convivência, entre eles. Foi uma inovação no movimento espírita. Armando de Oliveira Assis foi propugnador do Pacto Áureo, sobretudo com o efetivo funcionamento do Conselho Federativo Nacional. Na presidência da FEB e na vigência do regime dos Conselhos Zonais, trabalhou pela intensificação do movimento de unificação. Presidiu pessoalmente a todas as reuniões dos Conselhos Zonais, bem como à primeira reunião plenária do Conselho Federativo Nacional.